# Flagy (Seine-et-Marne)
Flagy is een gemeente in het Franse departement Seine-et-Marne (regio Île-de-France) en telt 621 inwoners (2005). De plaats maakt deel uit van het arrondissement Fontainebleau.

## Geografie
De oppervlakte van Flagy bedraagt 7,2 km², de bevolkingsdichtheid is 86,2 inwoners per km².
De onderstaande kaart toont de ligging van Flagy (Seine-et-Marne) met de belangrijkste infrastructuur en aangrenzende gemeenten.

## Demografie
Onderstaande figuur toont het verloop van het inwonertal (bron: INSEE-tellingen).